# Friedrich Kirchner
Friedrich Kirchner (sinh ngày 26 tháng 3 năm 1885, mất ngày 6 tháng 4 năm 1960), là một thượng tướng thiết giáp (General der Panzertruppe) của Đức Quốc xã. Ông tham gia Thế chiến thứ nhất và các cuộc tấn công vào Ba Lan (1939), Pháp (1940) và Liên Xô trong Thế chiến thứ hai.

### Sách
- "Lexikon der Wehrmacht". Friedrich Kirchner. Truy cập ngày 6 tháng 3 năm 2008.
- Berger, Florian (2000). Mit Eichenlaub und Schwertern. Die höchstdekorierten Soldaten des Zweiten Weltkrieges. Selbstverlag Florian Berger. ISBN 3-9501307-0-5.
- Fellgiebel, Walther-Peer (2000). Die Träger des Ritterkreuzes des Eisernen Kreuzes 1939-1945. Friedburg, Germany: Podzun-Pallas. ISBN 3-7909-0284-5.
- Schaulen, Fritjof (2004). Eichenlaubträger 1940 - 1945 Zeitgeschichte in Farbe II Ihlefeld - Primozic (in German). Selent, Germany: Pour le Mérite. ISBN 3-932381-21-1.
- Scherzer, Veit (2007). Die Ritterkreuzträger 1939–1945 Die Inhaber des Ritterkreuzes des Eisernen Kreuzes 1939 von Heer, Luftwaffe, Kriegsmarine, Waffen-SS, Volkssturm sowie mit Deutschland verbündeter Streitkräfte nach den Unterlagen des Bundesarchives (in German). Jena, Germany: Scherzers Miltaer-Verlag. ISBN 978-3-938845-17-2.